# Mariakyrkan, Ljungby
Mariakyrkan är en kyrkobyggnad i Ljungby i Småland, Kronobergs Län. Den tillhör Ljungby Maria församling i Växjö stift.

## Historia
Kyrkan kom till en början till som en stadsdelskyrka när Ljungby växte och en helt ny stadsdel kom till på 1970-talet. Man inköpte en så kallad "vandringskyrka" 1975 från Bergsjöns församling i Göteborg där den funnits sedan 1970. Den flyttades till Ljungby och blev Mariakyrkan och var i bruk till år 2000. Den flyttades då till Skogskyrkogården i Ljungby för att där bli museum. 

## Kyrkobyggnad
Ny modern församlingskyrka byggdes och invigdes 2001, ritad av arkitekt Agneta Holmqvist. Kyrkorummet är enkelt och i huvudsak i trä. Till vänster om entrén står en klockstapel som invigdes 2012.

## Inventarier
- Triumfkors av Eva Spångberg.
- Ett antal ikoner av Dieter Kunz.
- På kyrktorget har ljungbykonstnären Sven Ljungberg gjort en mosaik som handlar om Marias bebådelse.

### Orgel
Orgeln är byggd 1982 av J. Künkels Orgelverkstad. Orgeln är mekanisk.
| Manual        | Pedal      | Koppel   |  |
| Gedackt 8’    | Subbas 16’ | Man/Ped. |  |
| Principal 4’  |            |          |  |
| Spillflöjt 4’ |            |          |  |
| Waldflöjt 2’  |            |          |  |
| Nasat 1 1/3'  |            |          |  |
| Mixtur 3 chor |            |          |  |